# Raad van Hoofdcommissarissen
De Raad van Hoofdcommissarissen was een overlegplatform waarin alle 26 hoofdcommissarissen van Nederland zijn vertegenwoordigd. Het is een overleg dat onder andere de Minister van Binnenlandse Zaken adviseert inzake het landelijk politiebeleid op divers terrein.
De RKC wordt opgeheven als, onder leiding van minister Opstelten van Veiligheid en Justitie, de Nationale Politie wordt gevormd.
Korpschef Leon Kuijs was sinds 1 januari 2009 voorzitter van de Raad van Hoofdcommissarissen
De Raad van Hoofdcommissarissen was een van de participanten in de Stichting Meld Misdaad Anoniem. De Raad van Hoofdcommissarissen is in 2009 omgezet in de Raad van Korpschefs (RKC), die een adviserende positie heeft ten opzichte van het Korpsbeheerdersberaad. De RKC wordt opgeheven bij de officiële start van Nationale Politie.